# Sidi Mahrez
Pour les articles homonymes, voir Mahrez.
Sidi (en) Mahrez ou Mahrez (arabe : سيدي محرز), de son vrai nom Abou Mohamed Mahrez Ibn Khalaf (أبو محمد محرز بن خلف), né en 951 à l'Ariana et mort en 1022 à Tunis, est un saint musulman de l'Ifriqiya (actuelle Tunisie).

## Biographie

### Jeunesse
Fils de Khalef, jurisconsulte d'origine arabe et descendant direct d'Abou Bakr As-Siddiq, et d'une mère d'origine berbère, sa famille s'installe à l'Ariana lorsqu'il vient au monde. Durant sa jeunesse, il fréquente des personnalités pieuses, des savants et des jurisconsultes auprès desquels il acquiert un vaste savoir juridique et théologique qui, conjugué à sa piété et à ses penchants mystiques, lui confère une aura de sagesse et de grande humanité. À partir de 975, il a le constant appui des souverains zirides de Kairouan[réf. nécessaire], délégués et successeurs des Fatimides quand ceux-ci partent s'établir au Caire en 973.

### Guide temporel et spirituel
À l'âge de 57 ans, il quitte l'Ariana et part s'isoler dans l'agglomération de Carthage avant de s'installer vers 1014 à Tunis, dans le quartier de Bab Souika, dans la maison qui deviendra son mausolée. La cité est alors entrée dans la période de fin du règne des Fatimides chiites et de grands troubles. Elle a notamment souffert durant la révolte d'Abu Yazid qui débute le 30 septembre 945 : son enceinte de brique et d'argile est très endommagée et ses maisons et ses souks pillés. Sidi Mahrez participe à la construction de nouveaux remparts autour de la médina et y développe des activités sociales, religieuses et surtout politiques pour combattre le chiisme. Par ailleurs, il pourvoit la cité en nouveaux souks, qui sont affranchis de tout impôt non coranique, et encourage l'artisanat. En signe de reconnaissance, les habitants de la ville lui décernent le titre honorifique de « sultan de la médina » (Soltane El Médina).
Dans le même temps, il se retire à plusieurs reprises en divers points de la ville : Bab Jedid, El Morkadh, Ettaoufik, rue des Andalous ou mosquée Zitouna.

### Protecteur des Juifs
Sous sa conduite, Tunis retrouve la paix alors qu'il prend la communauté juive sous sa protection : la tradition veut qu'il lui ait assigné un quartier spécial — la Hara — à proximité de sa demeure, ce qui lui confère une inviolabilité que nul n'aurait osé transgresser, alors qu'elle est auparavant exclue de la cité dès la fermeture des portes et contrainte d'aller passer la nuit dans les environs de Mellassine.
Selon la légende, les Juifs ont demandé l'intervention de Sidi Mahrez afin de convaincre le gouverneur ziride de leur permettre de s'installer à l'intérieur de la médina et se protéger. Pour cela, ils fabriquent deux poignards damasquinés en or et offrent l'un d'eux au gouverneur comme signe de respect et d'admiration,. Ensuite, le rabbin, chef de la délégation qui s'est présentée au gouverneur, lui dit qu'il existe un deuxième exemplaire qui se trouve à Constantinople, mais que Sidi Mahrez, un serviteur fidèle du gouverneur, peut le ramener grâce à ses pouvoirs magiques. Entre-temps, les Juifs implorent Sidi Mahrez de jouer le rôle et ramener le poignard au gouverneur pour demander, comme récompense, l'admission de quatre familles juives à l'intérieur de la médina. Le saint accepte et arrive à convaincre le gouverneur d'introduire une hara (quatre) de famille juives. Mais vu que les familles juives étaient très nombreuses et étendues, toutes les personnes qui vivaient à Mellassine ont pu y entrer.
Pour le choix de l'emplacement du nouveau quartier, le gouverneur demande à Sidi Mahrez de lancer son bâton à partir du sommet du minaret de sa moquée dans le faubourg de Bab Souika. Là où tombe le bâton, les Juifs ont construit leurs premières demeures intra-murales de l'histoire de Tunis.

## Culture populaire
Son activité, son libéralisme et son ascétisme valent à Sidi Mahrez l'estime de ses administrés. De plus, son hérédité prestigieuse, ses égards envers la population, et particulièrement envers la minorité juive, font de lui, après sa mort, le saint patron de Tunis.
Le mausolée érigé à l'emplacement de sa maison reste sanctifié par la population. Il est surmonté d'une construction monumentale à la fin du XVIIIe siècle mais c'est sous le règne de Sadok Bey que le monument acquiert sa physionomie actuelle.
On trouve un grand nombre de khellouas où le cheikh pratiquait une invocation pouvant durer plusieurs jours et qui avait une importance identique à celle de la zaouïa pour les hommes d'État et bienfaiteurs. Ainsi, les beys husseinites visitaient pendant les fêtes religieuses la khelloua installée à Bab Jedid, outre leur visite de la zaouïa.